# Hans Refior
Hans Refior (29 ottobre 1906 – 1973) è stato un ufficiale tedesco durante la seconda guerra mondiale.
Faceva parte dello staff degli ultimi due comandanti tedeschi della zona della difesa di Berlino, durante l'assalto finale delle forze sovietiche alla città.

## Biografia

### I primi anni
Hans Refior nacque il 29 ottobre 1906.

### La carriera
Fu promosso ad Hauptmann il 1º gennaio 1938, mentre prestava servizio nello staff della Kriegsakademie. Il maggiore fu comandante dall'ottobre 1940 al febbraio 1942. Dal giugno 1942 al novembre 1943, fu capo di stato maggiore della 137ª divisione di fanteria. Il 26 settembre 1944, gli fu conferito il Deutsches Kreuz in oro come comandante del reggimento granatieri 328, e promosso a colonnello il 1º ottobre 1944.

### La difesa di Berlino
Il 18 marzo 1945, divenne capo di stato maggiore del tenente generale Hellmuth Reymann, durante la battaglia di Berlino. Reymann era stato nominato comandante dell'area di difesa di Berlino il 6 marzo. Fin dall'inizio, gli fu chiaro che il predecessore di Reymann, il generale Bruno Ritter von Hauenschild, non aveva lasciato nulla a loro.
All'inizio di aprile, Refior e Reymann confermarono entrambi che Berlino non aveva alcuna possibilità di resistere con le forze a loro disposizione. Raccomandarono a Joseph Goebbels, il ministro della propaganda, che i civili potessero andarsene, indicando che ciò era particolarmente importante per donne e bambini. La debole risposta di Goebbels chiarì loro che non aveva mai preso in considerazione né aveva idea della logistica richiesta per una tale evacuazione di massa.
Per determinare il numero di soldati e armi su cui poter contare, Refior e Reymann tentarono di fare una contabilità di ciò che era disponibile per loro nella zona della difesa di Berlino. Scoprirono presto che il titolo in questione non aveva alcun significato ed era solo un'altra frase, come "Fortezza" (Festung), coniata dal dittatore tedesco Adolf Hitler. I suoi tentativi di coordinare le difese con i comandanti di campo delle aree circostanti di Berlino non ebbero successo.
Il 23 aprile, Hitler sostituì Reymann con il generale dell'artiglieria Helmuth Weidling come comandante dell'area di difesa di Berlino. Weidling lo mantenne e lo rese il suo capo di stato maggiore civile.
La mattina presto del 26 aprile, fu svegliato da un breve sonno nel quartier generale di Weidling, il Bendlerblock. Ciò che lo svegliò fu una rapida sequenza di proiettili d'artiglieria, ciò che i sovietici chiamarono "inquadratura". Notò che si trattava di "vecchie lepri in prima linea". Sapeva per esperienza che questi erano i saluti prima di una salva di razzi katyusha.
Weidling rimase al comando delle difese di Berlino fino alla fine. Il 2 maggio, rifugiati nel Führerbunker, il generale Weidling, Theodor von Dufving, il capo di stato maggiore militare di Weidling, e altri membri dello staff di Weidling, tra cui Refior, alla fine cedettero la città al generale sovietico Vasilij Čujkov.

### La prigionia
Catturato dai russi, fu internato nel campo di prigionia di Krasnogorsk 21/II. Siegfried Knappe, un altro ufficiale dello staff, lo incontrò ivi all'inizio del 1947.

## Vita privata
Suo figlio Hans Jürgen Refior, nato a Berlino il 12 marzo 1938, divenne un noto chirurgo ortopedico e professore universitario.

## Filmografia
- La caduta - Gli ultimi giorni di Hitler (Der Untergang), 2004, regia di Oliver Hirschbiegel.